# Abraham Suarinus

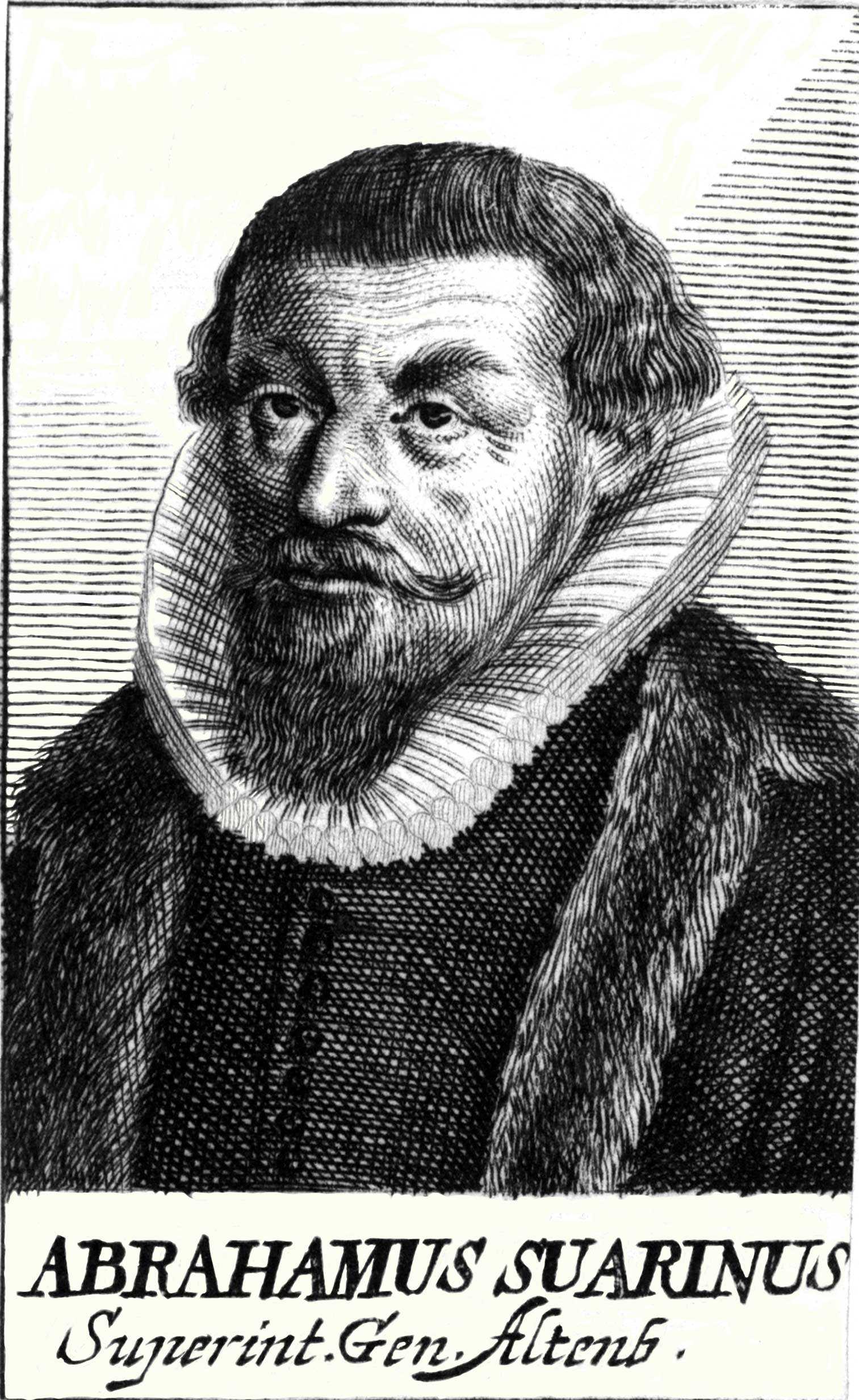
Abraham Suarinus

Abraham Suarinus (auch: Svarinus, * 15. November 1563 in Schkeuditz; † 11. November 1615 in Altenburg) war ein deutscher lutherischer Theologe und erster Superintendent in Altenburg.

## Leben
Suarinus war ein Sohn des Pfarrers Johann Suarinus († 1585) und dessen Frau Martha (geborene Crause). 1569 wurde er an der Schule seines Geburtsortes eingeschult, wo er die elementaren Grundbegriffe erlernte. 1576 wechselte er auf das Domgymnasium in Merseburg unter der Leitung des dortigen Rektors M. Daniel Hertel. Am 17. Januar 1581 wurde er auf die Universität Leipzig geschickt. 1582 erwarb er sich dort das Baccalaureat der Philosophie und wurde 1584 Magister derselben Wissenschaft. Nach einer Bildungsreise durch deutsche Küstenstädte, wie zum Beispiel Lüneburg, Hamburg, Lübeck, Wismar, gelangte er im September 1584 an die Universität Rostock. Hier setzte er seine theologische Ausbildung bei David Chyträus, Simon Pauli und Lucas Bacmeister fort. Nebenbei frequentierte er auch Vorlesungen an der juristischen Fakultät und beschäftigte sich mit Politik. Während jener Zeit sicherte er seinen Lebensunterhalt durch private Vorlesungen zur Ethik.
1585 kehrte er auf Wunsch seines Vaters nach Leipzig zurück, wo er versuchte, sich an der philosophischen Fakultät zu habilitieren. Da jedoch im selben Jahr sein Vater verstarb, strebte er an, dessen Pfarrstelle zu übernehmen. Hierzu absolvierte er am 16. Januar 1586 am Merseburger Dom eine Probepredigt und wurde kurz darauf in das Amt berufen. Nachdem er am 3. März desselben Jahres in Leipzig ordiniert worden war, wurde er am 12. Juni 1586 in sein Schkeuditzer Pfarramt eingeführt. 1600 wechselte er als Oberpfarrer und Superintendent nach Delitzsch. Auf den Rat von Johannes Förster begab er sich am 1. Mai 1610 an die Universität Wittenberg. Hier erwarb er sich am 26. Juli 1610 das Lizentiat der Theologie und wurde, gemeinsam mit Ägidius Strauch, am 6. November desselben Jahres zum Doktor der Theologie gekürt.
Diese Promotion erbrachte ihm einen Ruf nach Altenburg, wo er am 28. September 1610 eine Probepredigt im Schloss Altenburg abhielt und daraufhin seine Berufung zum Generalsuperintendenten des Herzogtums Sachsen-Altenburg bekam. Daher zog er mit Frau und Kindern nach Altenburg, wo er am 25. Dezember 1610 seine erste Predigt hielt und 1612 zum Assessor am neu gegründeten Altenburger Konsistorium ernannt wurde. Nach kurzer Wirkungszeit verstarb er dort und wurde am 15. November 1615 in der Altenburger Brüderkirche beigesetzt.

## Familie
Suarinus verheiratete sich am 14. November 1586 in Pegau mit Anna Fischer, der Tochter des Ratskämmerers Liborius Fischer in Pegau. Aus der Ehe gingen fünf Söhne und fünf Töchter hervor, wovon jedoch nur drei Söhne und drei Töchter den Vater überlebten. Von den Kindern kennt man:
- Samuel Suarinus (* 1594 in Schkeuditz)
- Anselm Suarinus (* in Schkeuditz), 1610 Uni. Wittenberg (dep.), 1616 Uni. Jena
- Anna Suarinus ⚭ 19. Januar 1613 in Altenburg mit dem Pfarrer in Meuselwitz, sp. Pfarrer an der St. Nikolaikirche in Leipzig Mag. Thomas Weinrich
- Martha Suarinus († 24. Juli 1659 in Ronneburg) ⚭ 4. Mai 1619 in Altenburg mit dem Pfarrer in Meuselwitz Mag. Philipp Wernick (* 18. April 1594 in Lützschena; † 13. Mai. 1665 in Ronneburg)
- Abraham Suarinus (* 27. September 1600 in Delitzsch) 1610 Uni. Wittenberg (dep.)
- Elisabeth Suarinus (* 20. September 1605; † 26. April 1653 in Römhild) ⚭ 1636 mit dem Amtmann in Römhild Michael Ziegenspeck (~ 16. Februar 1602 in Neustadt a. d. Orla)

## Werke (Auswahl)
Suarinus ist als Kirchenlieddichter bekannt geworden. Zudem verfasste er zahlreiche christliche Erbauungsschriften.
- Leichpredigt/ Gehalten bey dem begräbnis des Gestrengen/ Edlen vnd Ehrnuehsten Herrn Heuptman Johann Breusers zu Scherbitz. Leipzig 1593 (digital.ub.uni-leipzig.de).
- Predigt/ Von Adelichen Tugenden. Leipzig 1600, (digital.staatsbibliothek-berlin.de).
- Christliche Leichpredigt. Gehalten bey dem Leichbegängnis der … Catharinen, gebornen von Kannin. Leipzig 1601, (digital.slub-dresden.de).
- Sterb Spiegel/ Des Heiligen Gottes Mannes Jobi/ Wie derselbe Cap. XIX. seines Buchs ... zu befinden. Leipzig, 1604, (digitale.bibliothek.uni-halle.de).
- SterbensLade Des heiligen Apostels Pauli : Philip. I. Christus ist mein Leben/ Sterben ist mein gewin ; Darinnen frommer gottseliger Christen aller besten Trostschätze zu finden sein ... . Leipzig, 1605, (digitale.bibliothek.uni-halle.de).
- Der Christen bester Freund Gott im Himmel. Aus dem spruch des 73. Psalms, Herr/ wann ich nur dich habe/ so sage ich nichts nach Himmel und Erden/ etc.. Leipzig, 1606, (digital.slub-dresden.de).
- Der Göttlichen Majestet vnd heiligen Dreyfaltigkeit Hagelruthe, Derer Scherffe die Haußväter auff dem Ackerbaw an vielen vnterschiedlichen örtern in der Pflege Delitzsch, vnd sonst wo der Strich gangen, den 28. Maij gefühlet vnd erfahren, auch noch nicht verschmertzet haben ... Leipzig, 1607, (digital.ub.uni-leipzig.de).
- Ehrenkrönlein/ So die Christlichen Streiter und Glaubenskempffer von dem Ehrenkönige Jesu Christo im ewigen Leben zu gewarten/ Aus dem Spruch Pauli 2. Tim. 4.. Ich hab einen guten kampff gekempfft/ etc.. Leipzig, 1608, (digitale.bibliothek.uni-halle.de).
- Encaenia Schenckenbergensia : Eine Christliche Predigt/ gehalten bey Einweihung und bestetigung der wolgebesserten und erlengerten Kirchen zu Schenckenberg/ Aus dem andern Buch der Chronicken am 24. cap. den 9. Novembris des 1607. Jahrs. Leipzig, 1608, (digitale.bibliothek.uni-halle.de).
- FrewdenBrunn. Auß Jesu Christi des Heylandes aller Welt bludigem Leyden entspringende : Gefasset in den schönen Lutherischen Kirchengesang. Nun frewt euch lieben Christen gemein/ etc. Und vor dessen Fastenzeit uber in der Kirchen Gottes ausgelegt. Leipzig, 1611, (gdz.sub.uni-goettingen.de).
- Orationes Quatuor, Abrahami Suarini S. Theologiae Doctoris, Pastoris & Superintendentis Altenburgensis. Altenburg, 1611 (archive.thulb.uni-jena.de).
- Siebenerley Sorgen/ bekümmernüß und Anfechtungen/ Die sich in Sterbensleufften bey ChristenMenschen zuerregen pflegen/ sambt unterricht in Acht unterschiedlichen Predigten/ : Wie man denenselben auß dem hochtröstlichen 91. Psalm Davidis begegnen soll. Altenburg, 1612, (digitale.bibliothek.uni-halle.de).
- Zwo Christliche Leich und Ehrenpredigten/ Uber den tödtlichen/ früezeitigen und traurigen doch gantz seligen abgang/ Des ... Herren/ Burckhardi Lucani, I. U. D. weyland Churf. Sächßischen in Vormundschafft Raths und Praesidenten des Consistorii zu Altenburg. Altenburg, 1612, (archive.thulb.uni-jena.de).
- Des zornigen Gottes scharffe Wind- und Wasserruthe : Derer Erste Den 18. Decembris Freytags in der 3. Advents Wochen/ des abgewichenen 1612. Jahres mit schrecklichem sausen und brausen in der Lufft allenthalben ist gehöret/ Die Ander aber an unterschiedenen örtern in Thüringen den 29. Maii, Sonnabends vor Trinitatis dieses jetztlauffenden 1613. Jahres ... erfahren und vermerckt worden ist ; Abgehandelt in zwo unterschiedenen BußPredigten ... . Altenburg, 1613, (archive.thulb.uni-jena.de).
- Calix Supremi Pocillatoris, Kelch des Obersten Schenckherrn im Himmel …. Altenburg, 1614, (diglib.hab.de).